# 片貝大橋
片貝大橋（かたかいおおはし）は、富山県魚津市の片貝川に架かる一般県道福平経田線および魚津入善線（旧国道8号）の橋である。
かつては国道8号の橋であったが、2016年（平成28年）4月1日の指定変更に伴い、現在の県道橋となった。

## 概要
- 左岸：富山県魚津市西尾崎
- 右岸：富山県魚津市東尾崎
- 形式：活荷重合成鋼鈑単純桁橋[2]
- 橋長：228 m[2]
- 幅員：車道9.5 m[2]
- 径間割：38 mの6径間[2]
- 下部構造：（A）重力式、(P)基礎井筒[2]

## 沿革
- 1962年（昭和37年）3月 - 国道8号の橋として完成[3]。
- 2016年（平成28年）4月1日 - 国土交通省から富山県に移管され、県道の橋となる[1]。